# Marino Morosini
Marino Morosini (XII secolo – Venezia, 1º gennaio 1253) fu il 44º doge della Repubblica di Venezia dal 19 giugno 1249 fino alla sua morte.

## Biografia
Del ramo "dalla Tressa", non si sa moltissimo su di lui, tanto che sono ignoti i nomi dei genitori e di eventuali fratelli e sorelle, se non che si sposò con una certa Romerica e non ebbe figli, salvo uno, adottivo.
Fece una buona carriera all'interno dell'amministrazione veneziana e presto divenne ambasciatore e persino duca di Candia (odierna Creta), incarico allora di grande prestigio.
Alla morte dell'abile doge Jacopo Tiepolo presto emerse il suo nome come candidato di spicco.
Curiosamente, nonostante la sua fama ed il notevole grado d'influenza politica che poteva sicuramente esercitare, venne eletto il 13 giugno 1249 con la maggioranza semplice: 21 voti su 41 votanti.
La sua elezione divenne importante solo perché fu la prima volta che il numero di “grandi elettori” del doge raggiunse la soglia di quarantuno (restando immutata sino alla caduta della Repubblica) mentre in precedenza era di solo quaranta.

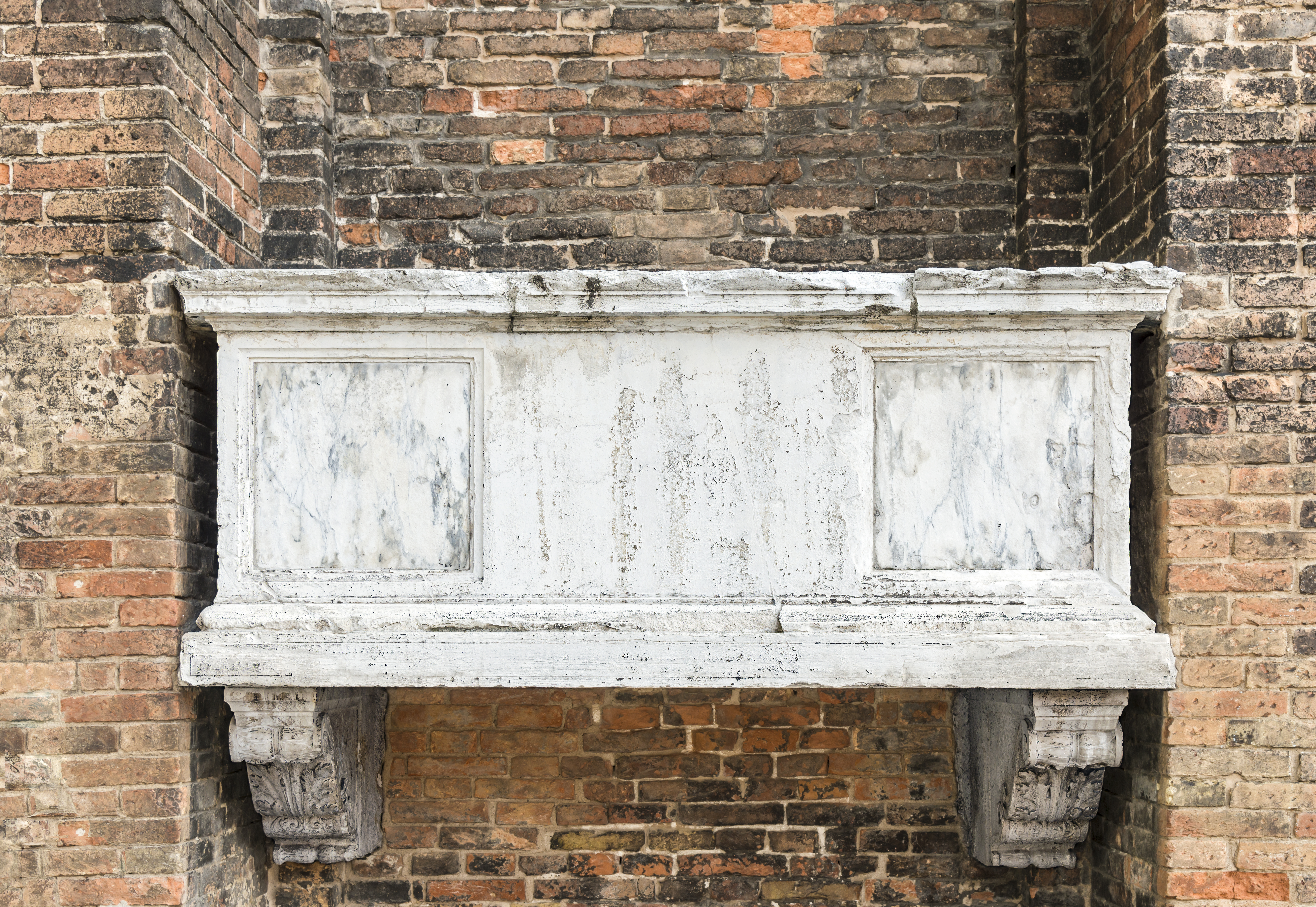
Arca di Marino Morosini (Santi Giovanni e Paolo, Venezia).

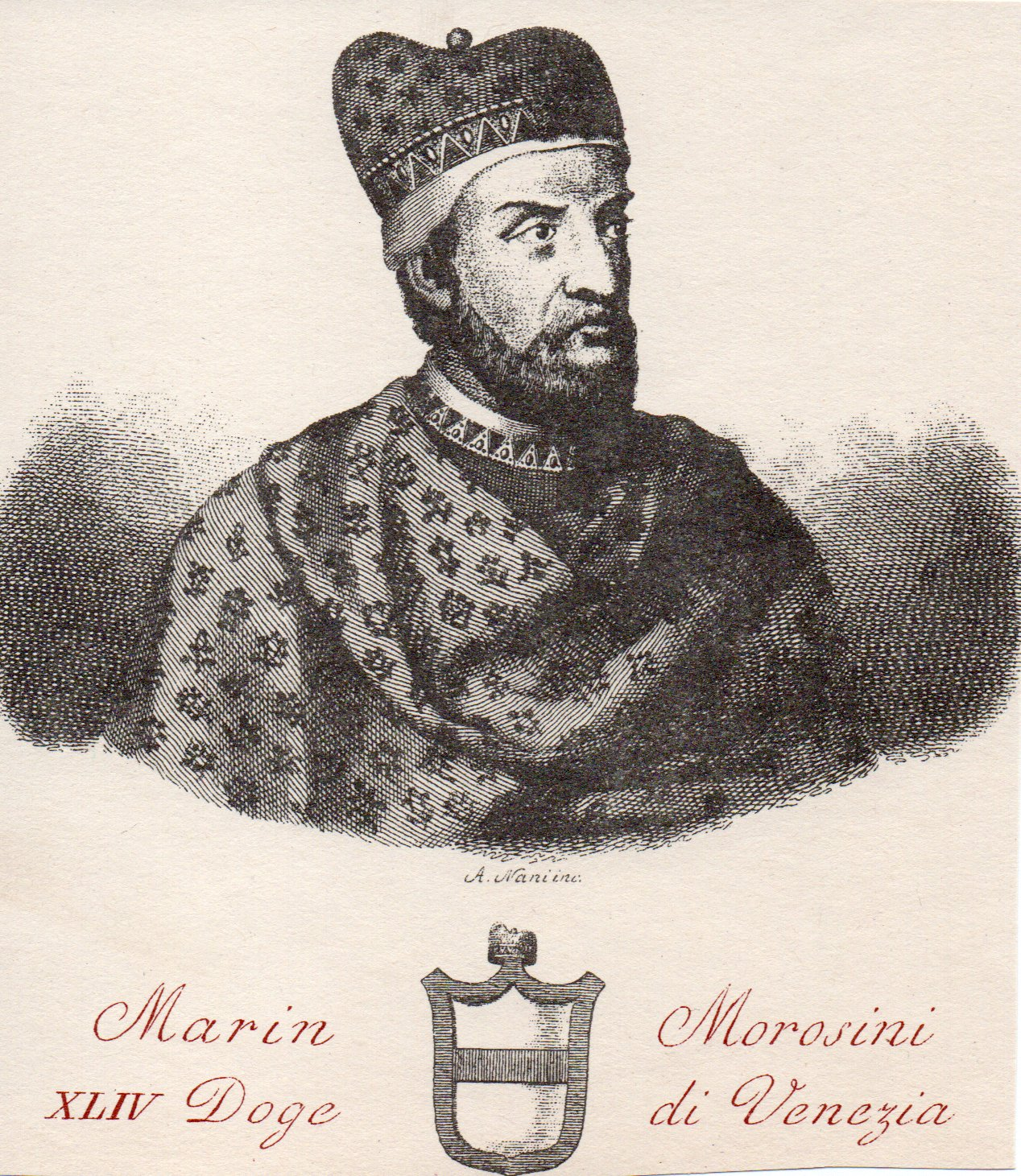

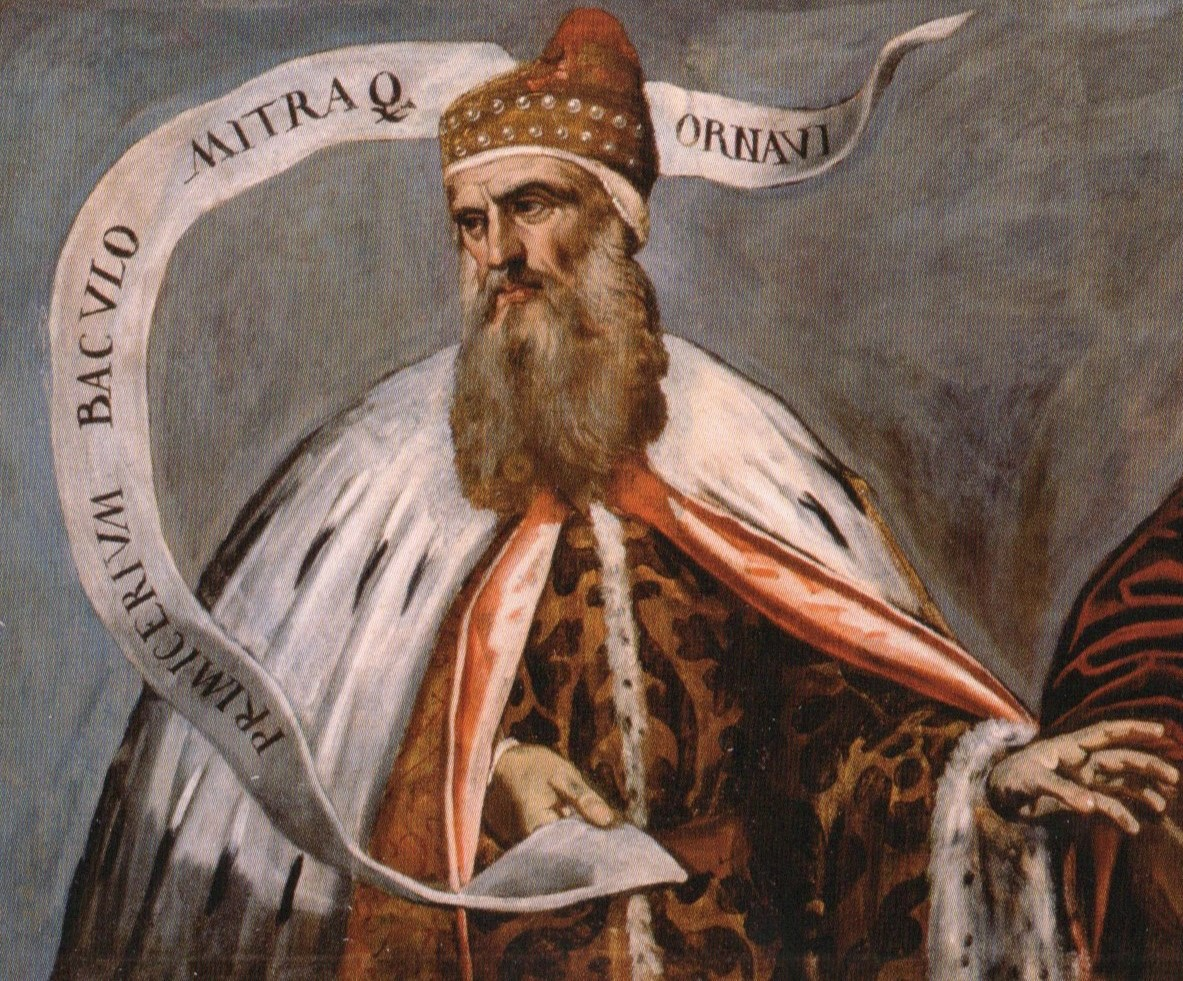
Marino Morosini, Palazzo Ducale

Questo provvedimento s'impose per evitare pareggi tra diversi contendenti che, già avvenuti, avevano col tempo il numero minimo sufficiente per esser eletto fu portato a 25.
Il suo dogato, breve e tranquillo, fu segnato dalla pace e da un'accorta politica mercantile che portò la città lagunare a firmare numerosi accordi commerciali.
Furono istituiti numerosi provvedimenti contro la dilagante criminalità; fu istituita una nuova magistratura, quella dei "Signori di Notte", autentici commissari di polizia ma "con facotà sia di prevenire ed investigare, sia di reprimere e punire", come ricorda il Molmenti, precisando che ""essi all'imbrunire mandavano i loro sottoposti che, divisi in squadre, s'aggiravano per le strette calli scrutando il contegno dei passanti, fiutando qua e là odor di malavita".
Marino Morosini, ammalatosi, morì il 1º gennaio 1253 e fu sepolto nell'atrio della Basilica di San Marco. Oggi la sua urna si trova ai lati del portale della Basilica dei Santi Giovanni e Paolo a sinistra sotto le arcate gotiche.
Nella Sala del Maggior Consiglio di Palazzo Ducale il suo ritratto è accompagnato da un cartiglio con una scritta in latino che recita: "Primiceri [at]um baculo mitraque ornavi. (Dotai il primicerio di bastone pastorale e mitra)".